# سینیگرین
سینیگرین (به انگلیسی: Sinigrin) با فرمول شیمیایی C۱۰H۱۶KNO۹S۲ یک ترکیب شیمیایی با شناسه پاب‌کم ۲۳۶۸۲۲۱۱ است. که جرم مولی آن 397.46 g/mol می‌باشد.